# Campanario de Cortrique
El campanario de Cortrique (en neerlandés: Belfort van Kortrijk) está situado en Cortrique, Flandes, Bélgica. El campanario es también conocido como Halletoren (Torre de la Sala), debido a la adyacente Sala de Paño que ya no existe; la torre actualmente está exenta.  El Campanario fue construido en 1307. La construcción albergaba el mercado de la lana y los almacenes correspondientes. La torre también tenía una función administrativa y era utilizada por los magistrados de la ciudad. En ella se encontraban los archivos de la ciudad.
El campanario de Cortrique forma parte de un grupo de 56 torres y campanarios de Bélgica y Francia en la lista de Patrimonio de la Humanidad de la Unesco desde 1999.

## Función
Las plantas inferiores de la torre tenían una finalidad comercial. Reunían varias salas donde los artesanos, con la aprobación de la ciudad, comercializaban sus productos. En la segunda planta existía una cámara fortificada (la sala del Tesoro) y también allí se encontraban los archivos de la ciudad. Aún se conservan las cuentas anuales. La torre servía esencialmente como torre de vigilancia para detectar incendios en la ciudad.
Las leyes y reglamentos de la ciudad se proclamaban desde el balcón situado sobre la puerta de entrada delante de los ciudadanos, convocados por las campanas del campanario. Estas leyes y reglamentos fueron llamados Hallegeboden (en holandés: los bandos de les Halles).

### Carillón

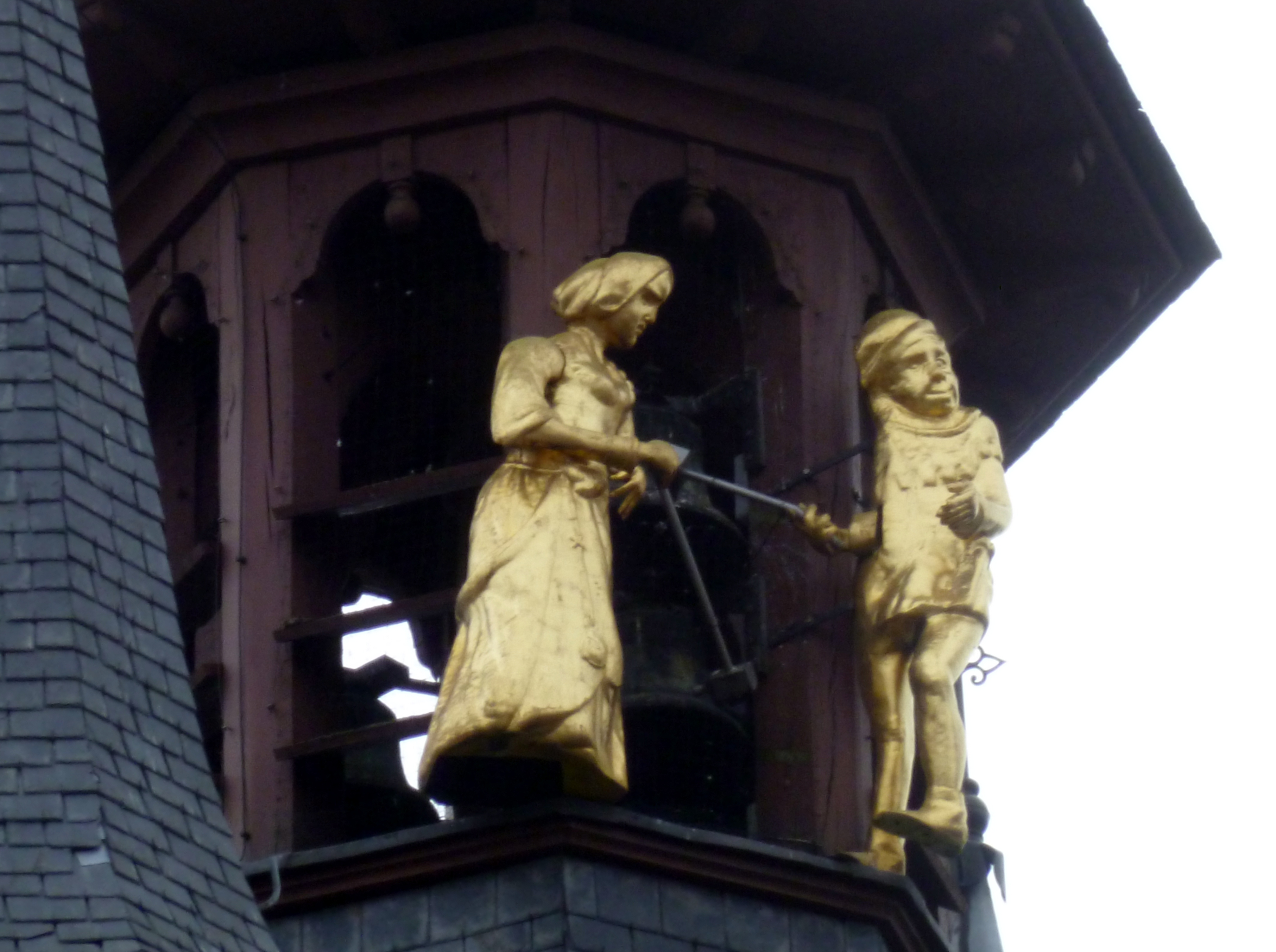
Manten y Kalle

Antes del siglo XVI, las campanas eran operados manualmente. El hecho del toque de las campanas tenía un significado especial.
Podía anunciar:
- La apertura y cierre de las puertas de la ciudad;
- Un "toque de campanas", que indica el comienzo y el final de la jornada de trabajo. estaba prohibido trabajar con poca iluminación;
- Un toque de campanas que sonaba cuando ya no estaba permitido ir por calle sin una antorcha;
- Toque de campanas festivo (por ejemplo, durante la procesión de la Santa Sangre en Brujas).

A partir de 1523 se utilizó un tambor operado por reloj para automatizar algunas campanas (las que dan las horas). Gracias a este tambor, existía la posibilidad de tocar partituras (seculares y religiosos). A partir de 1604 las autoridades de la ciudad contrataron los servicios de un experto en carrillones para que las campanas tocaran los domingos, festivos y días de mercado.

## Galería

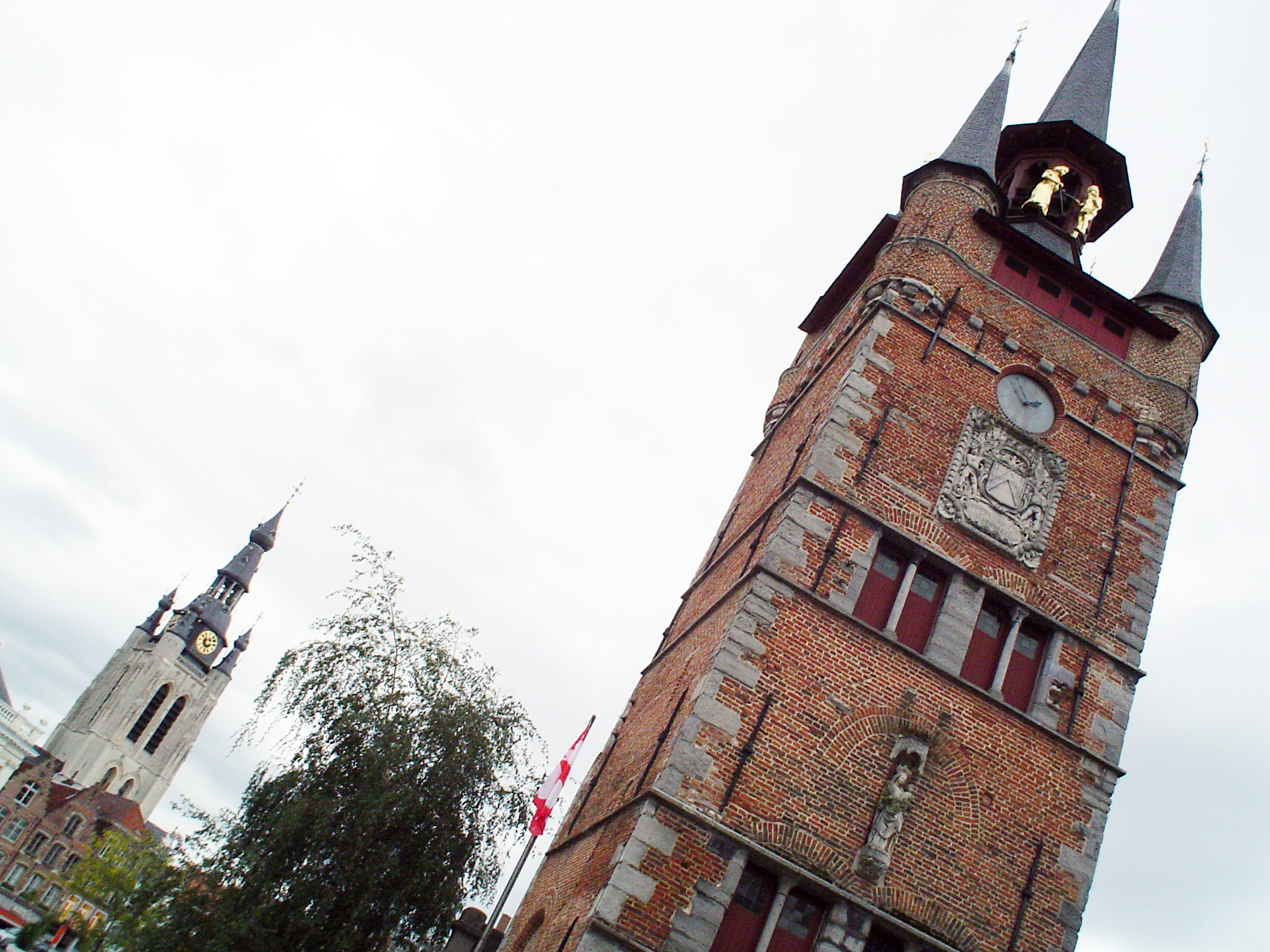
El campanario de Cortrique, visto desde la Plaza Mayor
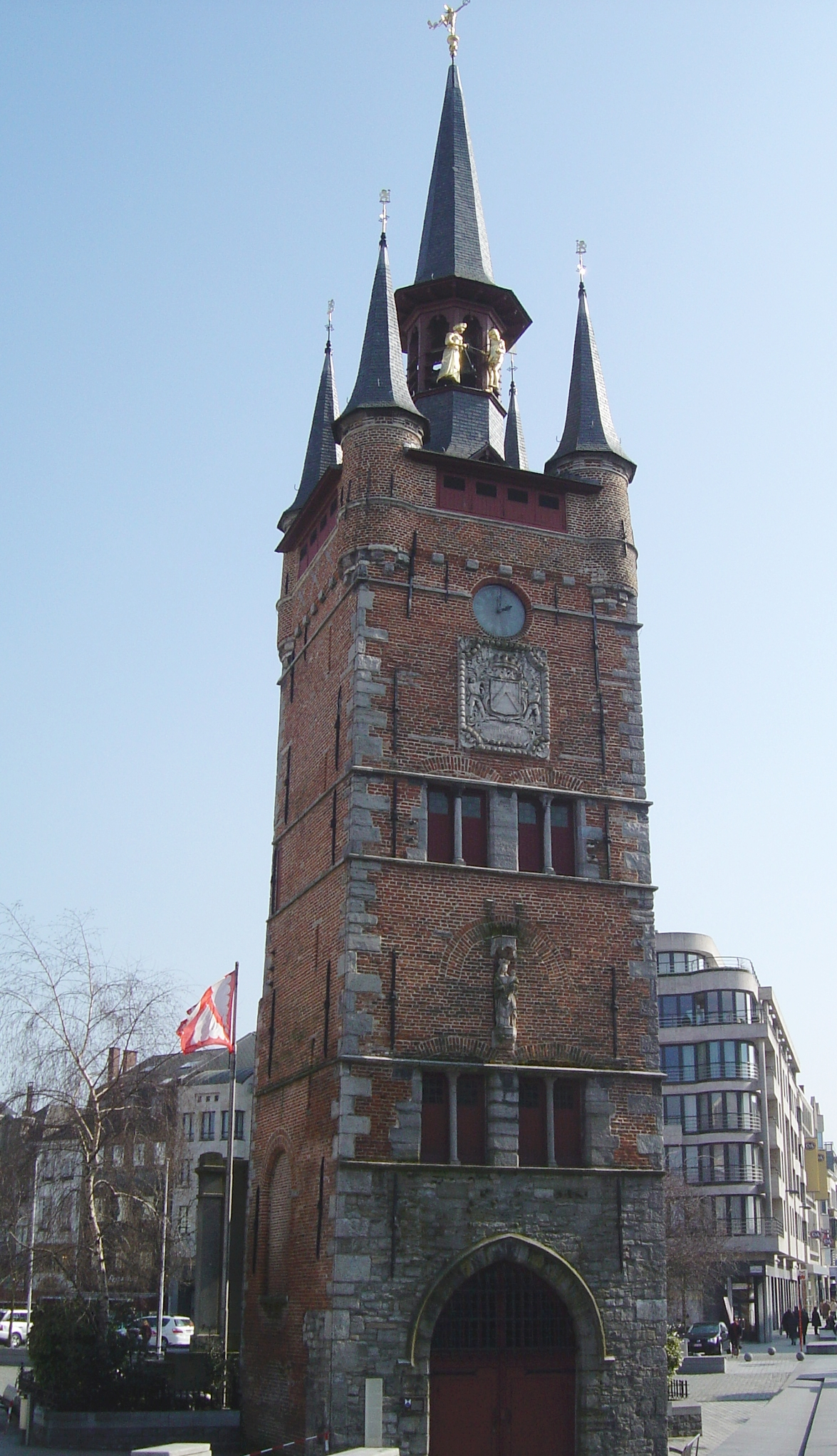
El campanario de Cortrique, visto desde la Plaza Mayor
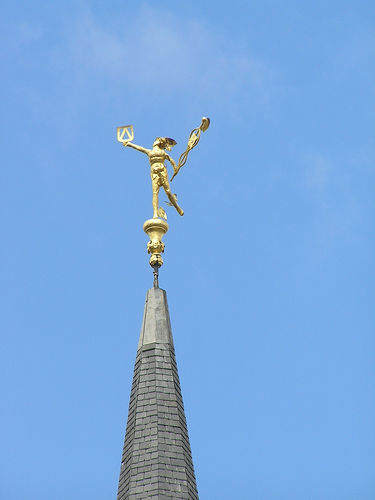
Mercurio en el campanario de Cortrique.
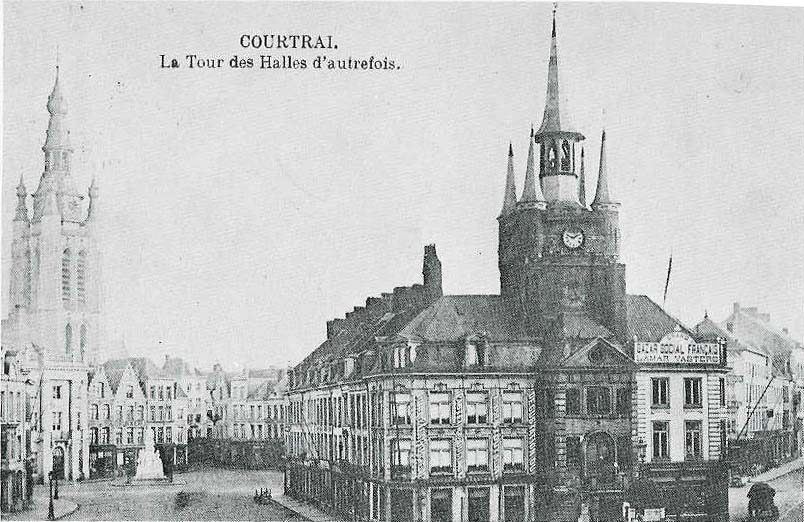
El campanario y las 'hallen' (Sala de Paño) en 1897